# Uckermärkische Bühnen Schwedt

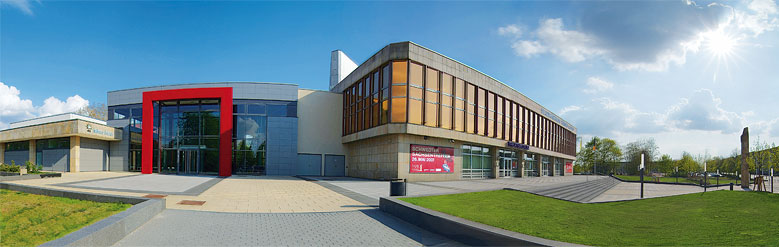
Uckermärkische Bühnen Schwedt

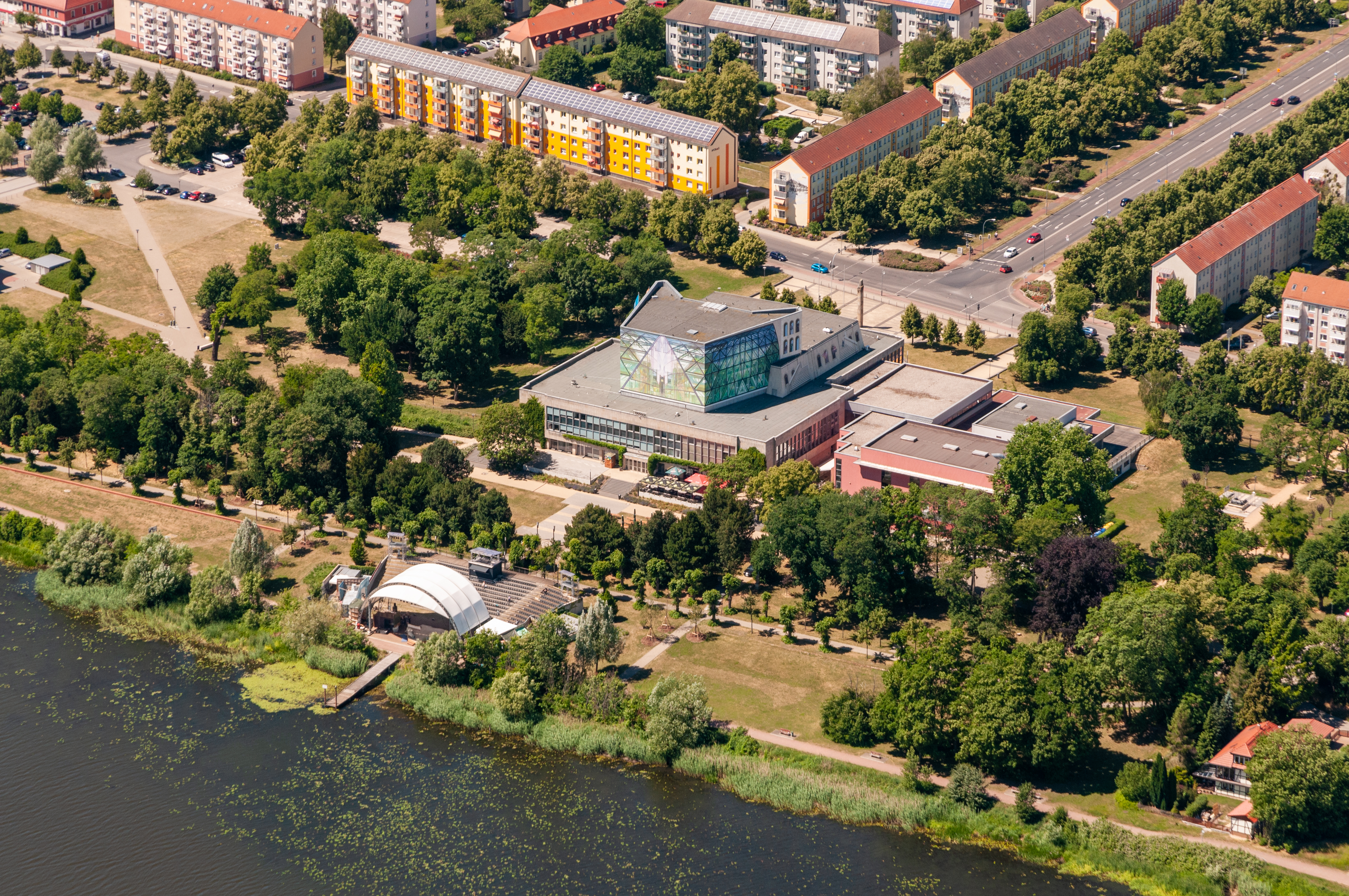
Luftaufnahme, im Vordergrund die Odertalbühne

Die Uckermärkischen Bühnen Schwedt (kurz ubs) sind ein Eigenbetrieb der Stadt Schwedt/Oder. Das  Einspartentheater (Schauspiel) mit erweitertem Gastspielbetrieb wird vom Land Brandenburg, der Stadt Schwedt/Oder und dem Landkreis Uckermark gefördert. Seit 2017 sind die Uckermärkischen Bühnen eines von zwei Brandenburgischen Landestheatern.

## Geschichte

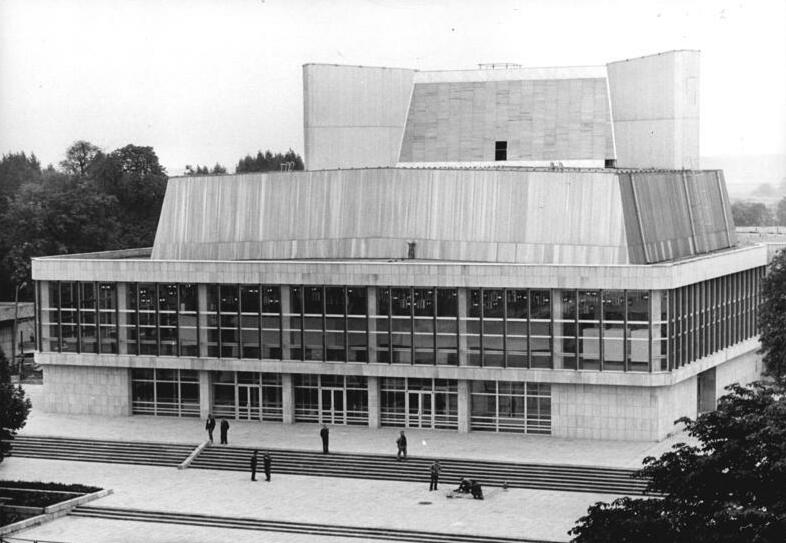
Kulturhaus Schwedt, 1978

Friedrich Heinrich, der letzte Schwedter Markgraf, hatte im 18. Jahrhundert in der Orangerie des Markgrafenschlosses Schwedt ein weit über die Grenzen hinaus bekanntes Operettentheater errichten lassen.
Mit der Entwicklung von Schwedt zur Industriestadt wurde Ende der 1970er Jahre die Theatertradition in der Stadt neu belebt. An der Stelle des kriegsbeschädigten und 1962 gesprengten Schlosses wurde nach Entwürfen der tschechischen Architekten Josef und Benes Konvalina 1978 das Kulturhaus Schwedt errichtet. In das benachbarte Intime Theater zog ein Jahr später das bis dahin in Prenzlau beheimatete Theaterensemble als Theater der Stadt Schwedt ein. Kulturhaus und Theater fusionierten 1990 in einer bislang einmaligen Konstellation zu den Uckermärkischen Bühnen Schwedt.
2022 wurde das Gebäude unter Denkmalschutz gestellt, wodurch sich die anberaumte Generalsanierung verschiebt.
Das Angebot aus Theater, Unterhaltung und Veranstaltungsservice nutzen jährlich etwa 145.000 Zuschauer und Gäste.
Die Band Takayo galt bis Anfang der 2020er Jahre als Hausband der Uckermärkischen Bühnen.